# Giuseppe Cugnoni
Giuseppe Cugnoni (Roma, 2 maggio 1824 – Roma, 25 agosto 1908) è stato un latinista, filologo e bibliotecario italiano.

## Biografia
Scarse sono le notizie biografiche su Giuseppe Cugnoni e molti elementi biografici si deducono dai suoi scritti. Studiò all'Università di Roma La Sapienza dove era alunno e discepolo (secondo la sua dichiarazione), del latinista padre Luigi Maria Rezzi che nel 1849, per ragioni politiche, fu estromesso dall'insegnamento a La Sapienza. Curò la catalogazione e la corrispondenza di Luigi Maria Rezzì, conservata all'Accademia della Crusca.
Fu bibliotecario della Biblioteca Chigiana, conservata allora a Palazzo Chigi e oggi alla Biblioteca Apostolica Vaticana e pubblicò documenti, che ivi erano conservati. All'Università di Roma insegnò per cinquant'anni, prima Letteratura italiana, poi Lessicografia, quindi Letteratura latina. Nel biennio 1903-1904 fu rettore dell'Università e alla sua morte, la cattedra di Letteratura latina passò al latinista Giacomo Giri.
Fece parte dell'Accademia nazionale dei Lincei e nel 1876 fu uno dei sedici soci fondatori della Società romana di storia patria, le cui riunioni, per un periodo, furono ospitate nei locali della Biblioteca Chigiana. Pubblicò sue poesie, in opuscoli editi in occasione di nozze.
Curò le edizioni di testi inediti, di poesia e prosa, di autori italiani, tra cui di Giacomo Leopardi e Annibal Caro. L'edizione di una volgarizzazione delle Vite parallele di Plutarco, con note sue e di Francesco Cerroti, uscì postuma.
Negli ultimi anni fu amareggiato per una lunga causa legale per diffamazione.

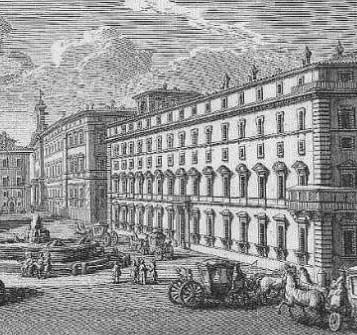
Giuseppe Vasi, Palazzo Aldobrandini-Chigi

## Pubblicazioni

### Studi
- Vita di D. Giovanni Torlonia, Velletri, Tip. di L. Cella, 1859, SBN RML0106048.
- Galatea: gruppo in gesso dello scultore Pietro Galli, Velletri, Tipografia di Luigi Cella, 1859, SBN RML0376495.
- Iscrizioni dettate dal professore Giuseppe Cugnoni per la solenne funebre commemorazione del Re Vittorio Emanuele 2º celebrata nella Università Romana il dì 24 gennajo 1878, Roma, s.e., 1878, SBN IEI0339360.
- Per la solenne dedicazione della Biblioteca Romana Sarti celebrata dagli accademici di s. Luca il 21 aprile 1881 nella loro residenza presso il foro romano: discorso, Roma, Tip. Forzani e C., 1871, SBN RMR0042959.
- Annibal Caro, Prose inedite del commendator Annibal Caro; pubblicate ed annotate da Giuseppe Cugnoni, Imola, Galeati, 1872, SBN CFI0617706.
- Giacomo Leopardi, Opere inedite di Giacomo Leopardi: pubblicate sugli autografi recanatesi, 2 vol., Halle, M. Niemeyer, 1878-1880, SBN RML0063434.
- (LA)   Vota et praeconia, Romae, typis P. Forzani et sodalis, 1882, SBN SBL0474984.
- Pietro Metastasio e l'arcadia: discorso letto nella prima commemorazione centenaria del grande poeta celebrata dagli Arcadi al Bosco Parrasio il 29 maggio 1882, Roma, presso Forzani e C., 1882, SBN RMR0020696.
- Il ritratto di Giacomo Leopardi, Imola, Galeati, 1882, SBN RML0064306.
- Giuseppe Settele e il suo diario Roma, Roma, Tip. Forzani e C., 1886, SBN CUB0222444.
- Memorie della vita e degli scritti del Cardinale G. A. Sala, Roma, A Cura Della R. Società Romana di Storia Patria, 1888, SBN CUB0222446.
- Dopo quattordici anni: commedia e controcommedia, Roma, Tip. dell'Unione cooperativa editrice, 1898, SBN RAV0264722.
- Notizia della vita e degli studi del principe Agostino Chigi Albani: tratta da un suo diario e da altri documenti che conservansi nella biblioteca chigiana e pubblicata nella fausta congiuntura delle principesche nozze di don Ludovico Chigi con donna Anna Aldobrandini, Roma, Tip. e Lit. di L. Lazzeri, 1893, SBN RMR0000126.
- Relazione del viaggio delle galere pontificie in levante l'anno 1657 sotto il comando del loro generale balì Giovanni Bichi priore di Capua, Siena, Tip. e Lit. di L. Lazzeri, 1897, SBN RMR0000126.
- Questione leopardiana, Roma, Tip. della Camera dei Deputati, 1898, SBN RML0063666.[7]
- Commemorazione di Angelo Maria Ricci nel cinquantesimo anniversario dalla sua morte celebrato in Rieti il di 29 settembre dell'anno 1901, Rieti, Stabilimento tipografico Trinchi, 1901, SBN RMS2386062.
- La vita e le geste del beato Filarete: recate di greco in volgare, Roma, tipografia F. Failli, 1901, SBN RMS0042504.
- Elogio di Vincenzo de Vit accademico corrispondente letto […], Firenze, Tipografia Galileiana, 1903, SBN USM1776211.
- Centonovantuno epigrammi latini d'autore ignoto che illustrano le opere d'arte del palazzo Farnese in Caprarola, Perugia, Unione tipografica cooperativa, 1908, SBN RLZ0007026. latino e italiano

#### Scritti per riviste
- Autografi sconosciuti di Giacomo Leopardi, in Nuova antologia di scienze, lettere e arti, vol. 19, n. 8, Firenze, Direzione della Nuova antologia, 1884, SBN LO10020526.
- Un processo a Giacomo Leopardi, in La scuola romana, Roma, Forzani e C. tipografi del Senato, maggio 1884, SBN RML0062984.
- Documenti chigiani concernenti Felice Peretti Sisto V come privato e come pontefice, in Archivio della Società romana di storia patria, V, Roma, Presso Forzani e C., 1882, SBN ANA0020751.
- Francesco Cerroti, in La scuola romana, V, Roma, Forzani e C. tipografi del Senato, 1887, SBN RMR0024978.

#### Curatele
- Salvatore Betti, Postille alla divina Commedia, qui per la prima volta edite di su il manoscritto dell'autore, da Giuseppe Cugnoni: Parte I, Città di Castello, S. Lapi Tip. Edit., 1893, SBN CUB0099397.
- Salvatore Betti, Postille alla divina Commedia, qui per la prima volta edite di su il manoscritto dell'autore, da Giuseppe Cugnoni: Parte II, Città di Castello, S. Lapi Tip. Edit., 1893, SBN CUB0099398.